# Desarmamento nuclear
O desarmamento nuclear é o ato de reduzir ou eliminar armas nucleares. O seu estado final também pode ser um mundo livre de armas nucleares, no qual as armas nucleares sejam completamente eliminadas. O termo desnuclearização também é usado para descrever o processo que leva ao desarmamento nuclear completo.

O símbolo da paz (☮) foi desenhado por Gerald Holtom em 1958, exibindo as letras N e D no semáforo de bandeira, e é o símbolo oficial da Campanha pelo Desarmamento Nuclear.

Tratados de desarmamento e não proliferação foram acordados devido ao extremo perigo intrínseco à guerra nuclear e à posse de armas nucleares.
Os defensores do desarmamento nuclear dizem que este diminuiria a probabilidade de ocorrência de uma guerra nuclear, especialmente considerando acidentes ou ataques retaliatórios causados por alarmes falsos. Os críticos do desarmamento nuclear dizem que ele prejudicaria a dissuasão e tornaria as guerras convencionais mais comuns.

## Organizações
Os grupos de desarmamento nuclear incluem a Campanha pelo Desarmamento Nuclear, Peace Action, Conferências Pugwash sobre Ciência e Assuntos Mundiais, Greenpeace, Soka Gakkai Internacional, Médicos Internacionais para a Prevenção da Guerra Nuclear, Mayors for Peace, Global Zero, a Campanha Internacional para Abolir Armas Nucleares e a Fundação para a Paz na Era Nuclear. Houve muitas grandes manifestações e protestos antinucleares. Em 12 de junho de 1982, um milhão de pessoas manifestaram-se no Central Park, em Nova Iorque, contra as armas nucleares e pelo fim da corrida armamentista da Guerra Fria. Foi o maior protesto antinuclear e a maior manifestação política da história americana.
Nos últimos anos, alguns estadistas veteranos dos EUA também defenderam o desarmamento nuclear. Sam Nunn, William Perry, Henry Kissinger e George Shultz apelaram aos governos para que abraçassem a visão de um mundo livre de armas nucleares e, em várias colunas de opinião, propuseram um programa ambicioso de medidas urgentes para esse fim. Os quatro criaram o Projeto de Segurança Nuclear para promover essa agenda. Organizações como a Global Zero, um grupo internacional apartidário de 300 líderes mundiais dedicados a eliminar todas as armas nucleares, também foram criadas.

## História

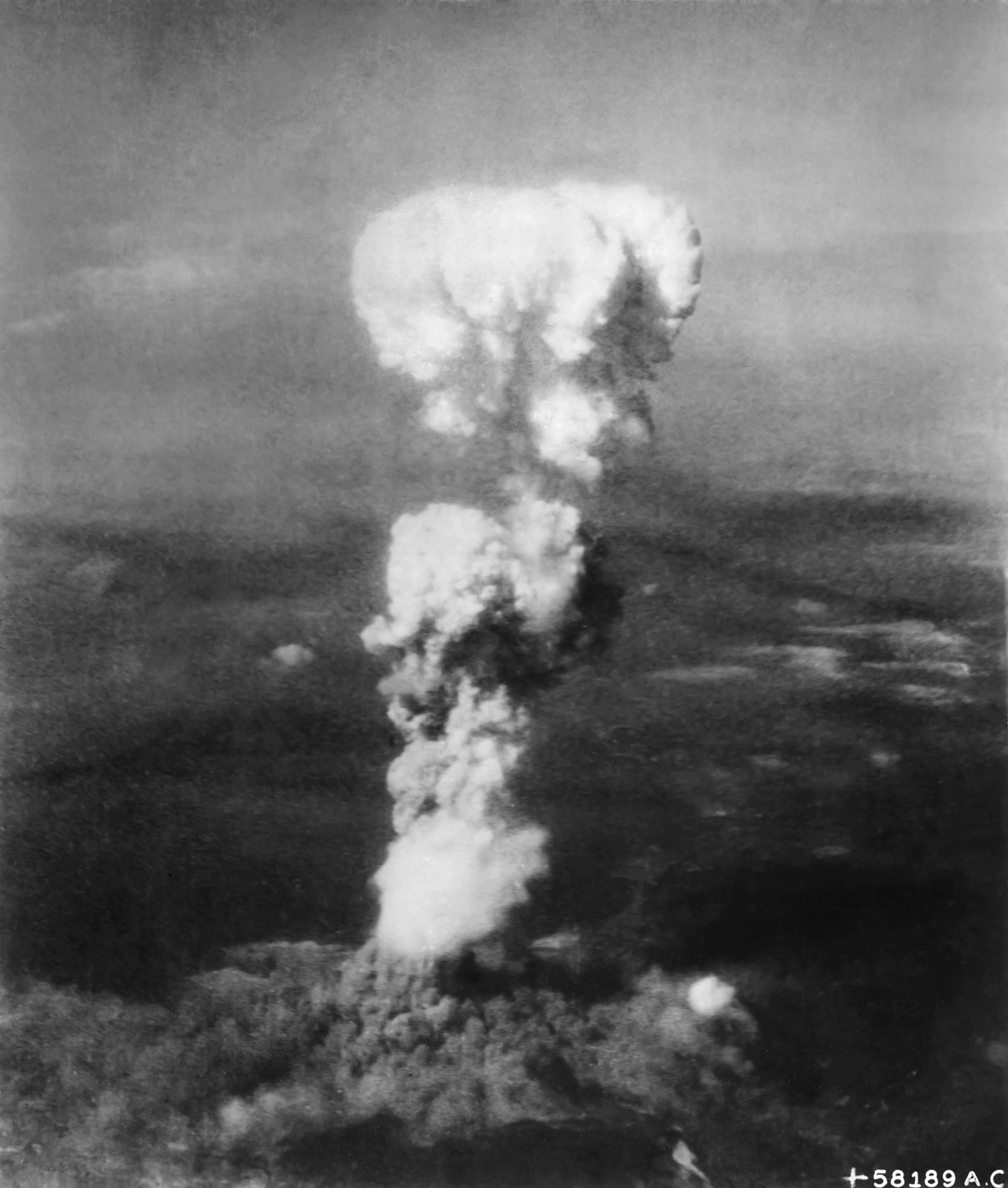
A nuvem em forma de cogumelo sobre Hiroshima após o lançamento da bomba atómica apelidada de "Little Boy" (bombardeios atómicos de Hiroshima e Nagasaki em 1945).

Em 1945, no deserto do Novo México, cientistas americanos realizaram o “Trinity”, o primeiro teste de armas nucleares, marcando o início da era atómica. Mesmo antes do teste Trinity, os líderes nacionais debatiam o impacto das armas nucleares na política interna e externa. Também envolvida no debate sobre a política de armas nucleares estava a comunidade científica, através de associações profissionais como a Federação de Cientistas Atómicos e a Conferência Pugwash sobre Ciência e Assuntos Mundiais.

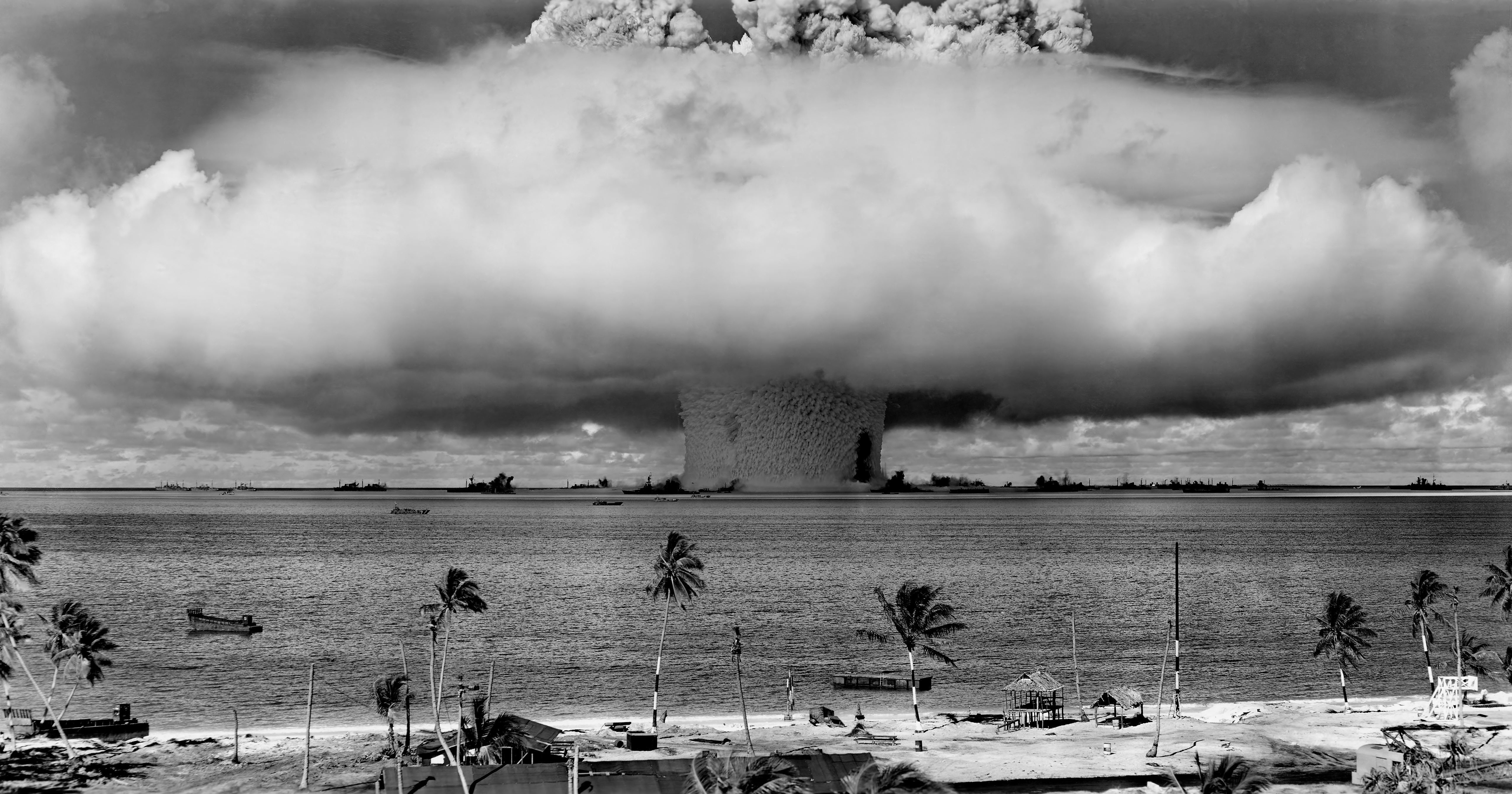
Nuvem em forma de cogumelo e coluna de água da explosão nuclear subaquática de 25 de julho de 1946, que fez parte da Operação Crossroads.

Em 6 de agosto de 1945, perto do fim da Segunda Guerra Mundial, o dispositivo "Little Boy" foi detonado sobre a cidade japonesa de Hiroshima. Explodindo com um rendimento equivalente a 12.500 toneladas de TNT, a explosão e a onda térmica da bomba destruíram quase 50.000 edifícios (incluindo a sede do 2º Exército Geral e da Quinta Divisão) e mataram 70.000–80.000 pessoas imediatamente, com um total de mortes em torno de 90.000–146.000. A detonação do dispositivo "Fat Man" explodiu sobre a cidade japonesa de Nagasaki três dias depois, em 9 de agosto de 1945, destruindo 60% da cidade e matando 35.000 a 40.000 pessoas imediatamente, embora até 40.000 mortes adicionais possam ter ocorrido ao longo de algum tempo depois disso. Posteriormente, os arsenais de armas nucleares do mundo aumentaram.

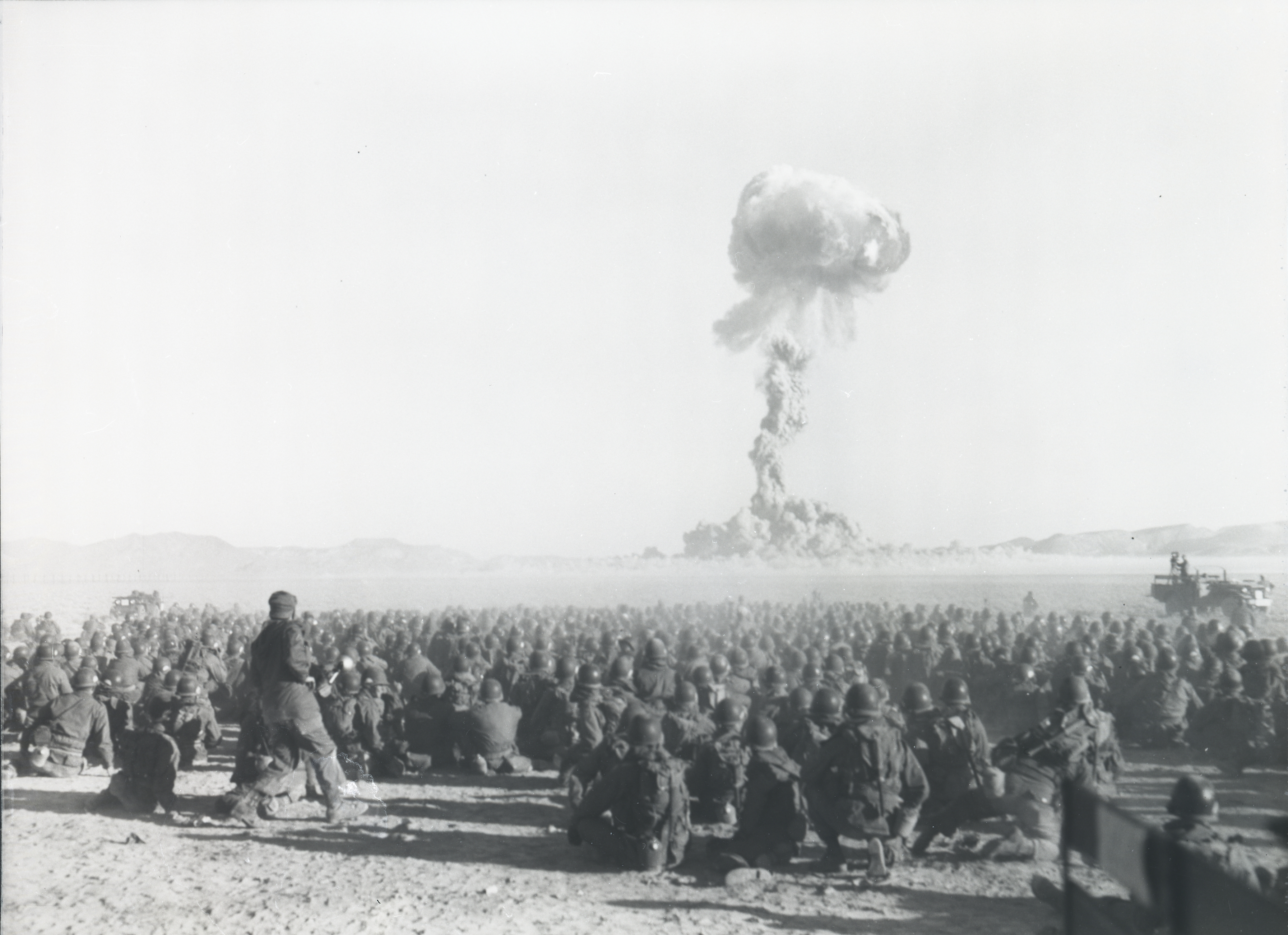
Teste nuclear de novembro de 1951 na Área de Testes de Nevada, da Operação Buster, com um rendimento de 21 quilotoneladas. Foi o primeiro exercício nuclear de campo dos EUA realizado em terra; as tropas mostradas estão a 6 mi da explosão.

Em 1946, o governo Truman encomendou o Relatório Acheson-Lilienthal, que propôs o controle internacional do ciclo do combustível nuclear⁣, revelando a tecnologia de energia atômica para a URSS, e o descomissionamento de todas as armas nucleares existentes por meio do novo sistema das Nações Unidas (ONU), por meio da Comissão de Energia Atômica das Nações Unidas (UNAEC). Com modificações importantes, o relatório tornou-se política dos EUA na forma do Plano Baruch, que foi apresentado à UNAEC durante a sua primeira reunião em junho de 1946. À medida que as tensões da Guerra Fria surgiam, ficou claro que Stalin queria desenvolver a sua própria bomba atômica e que os Estados Unidos insistiam num regime de execução que anularia o veto do Conselho de Segurança da ONU. Isto levou rapidamente a um impasse na UNAEC.
A Operação Crossroads foi uma série de testes de armas nucleares conduzidos pelos Estados Unidos no Atol de Bikini, no Oceano Pacífico, no verão de 1946. O seu objetivo era testar o efeito de armas nucleares em navios de guerra. A pressão para cancelar a Operação Crossroads veio de cientistas e diplomatas. Cientistas do Projeto Manhattan argumentaram que mais testes nucleares eram desnecessários e ambientalmente perigosos. Um estudo de Los Alamos alertou que "a água perto de uma explosão recente na superfície será uma 'mistura mágica' de radioatividade". Para preparar o atol para os testes nucleares, os moradores nativos de Bikini foram despejados das suas casas e realojados em ilhas menores e desabitadas, onde não conseguiam sustentar-se.
A precipitação radioativa dos testes de armas nucleares foi trazida à atenção pública pela primeira vez em 1954, quando um teste de bomba de hidrogénio no Pacífico contaminou a tripulação do barco de pesca japonês Lucky Dragon.Um dos pescadores morreu no Japão sete meses depois. O incidente causou preocupação generalizada em todo o mundo e "deu um impulso decisivo ao surgimento do movimento antiarmas nucleares em muitos países". O movimento anti-armas nucleares cresceu rapidamente porque, para muitas pessoas, a bomba atômica "encapsulou a pior direção na qual a sociedade se movia".

## Movimento de desarmamento nuclear

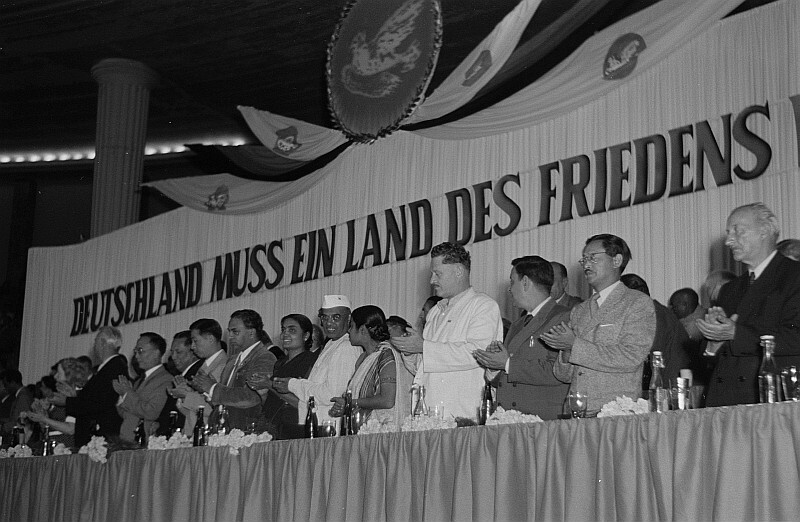
Congresso do Conselho Mundial da Paz de 1952 em Berlim Oriental mostrando a pomba da paz de Picasso acima do palco.

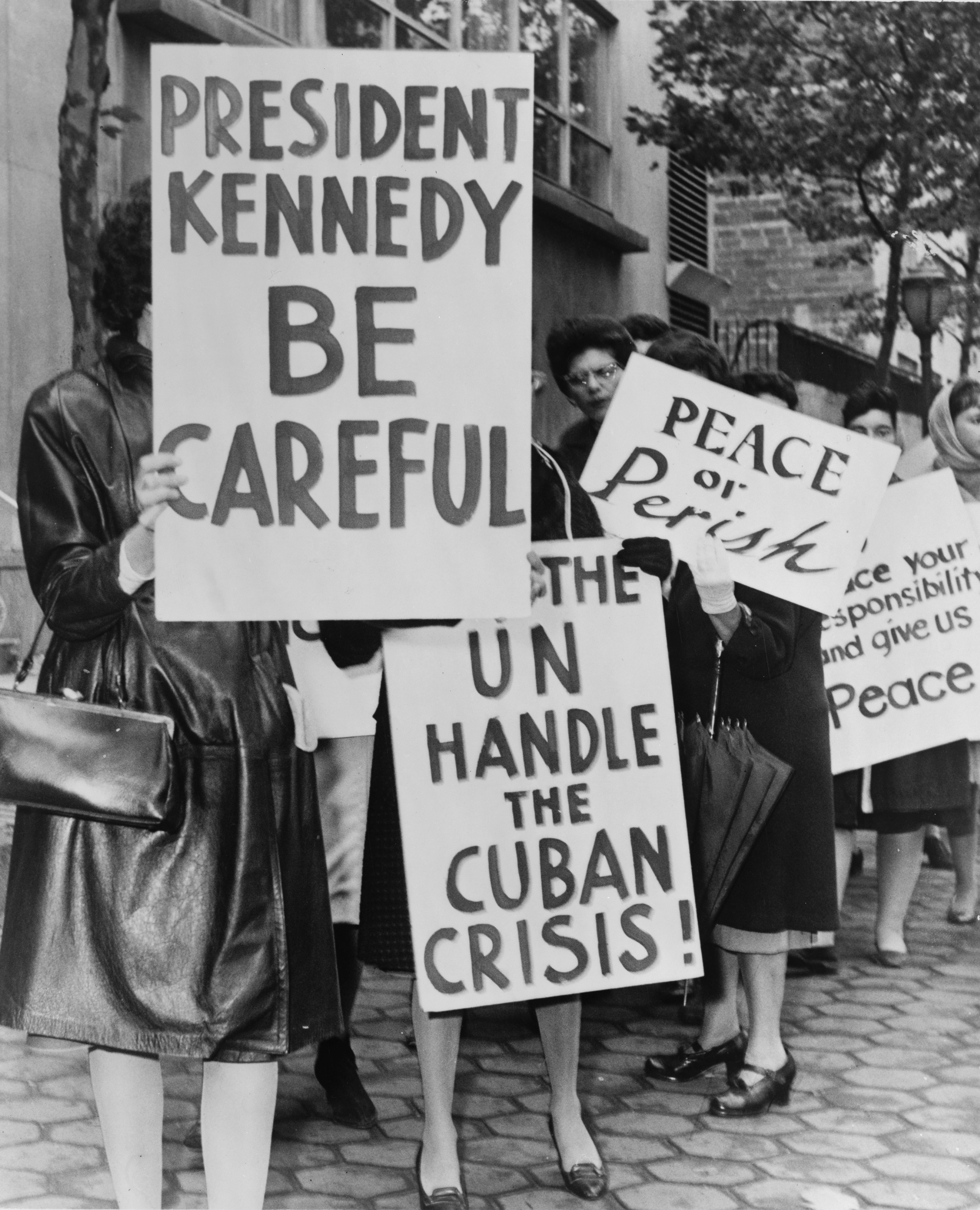
Women Strike for Peace durante a crise dos mísseis cubanos em 1962

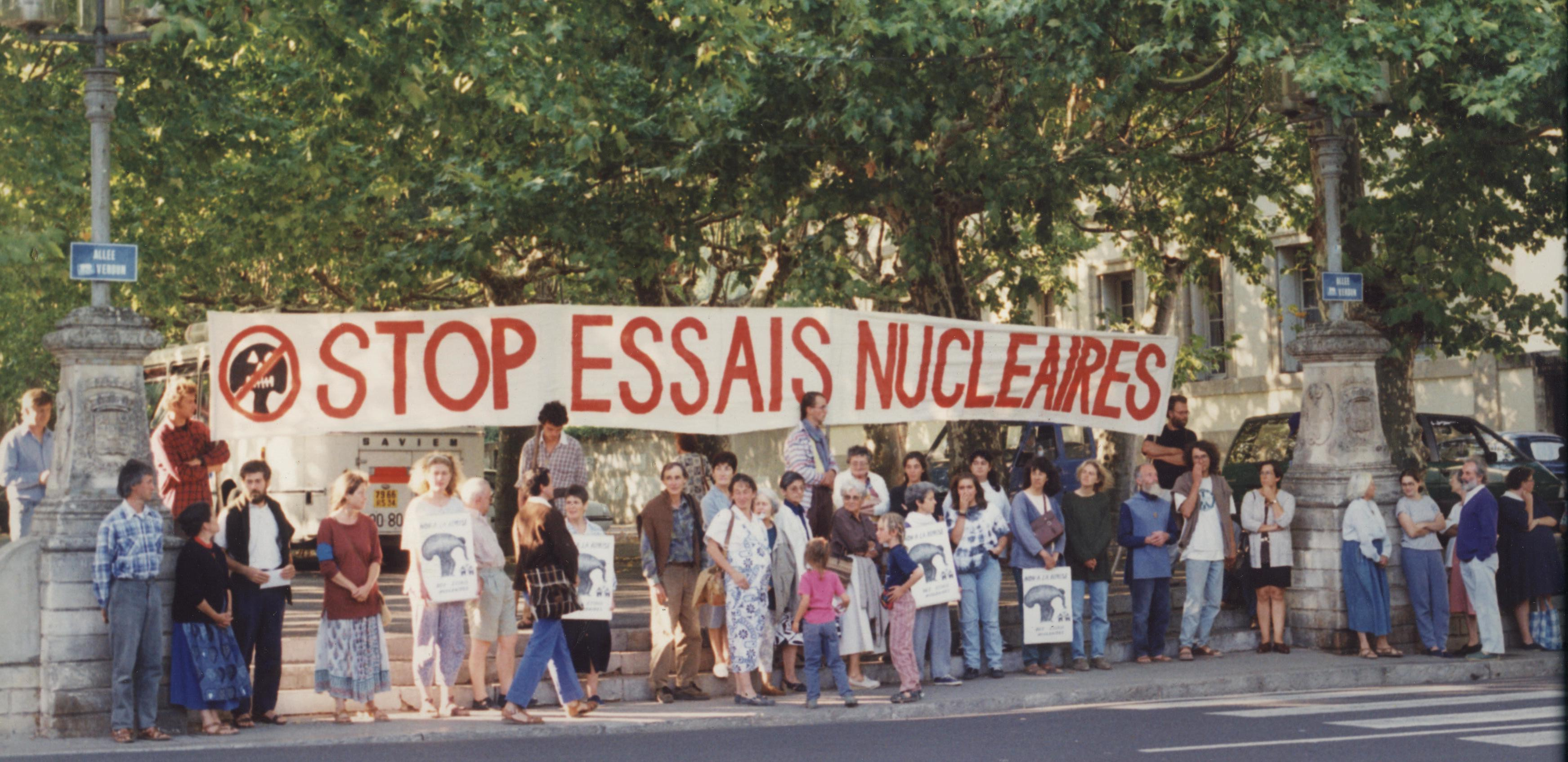
Manifestação em Lyon, França, na década de 1980, contra os testes de armas nucleares.

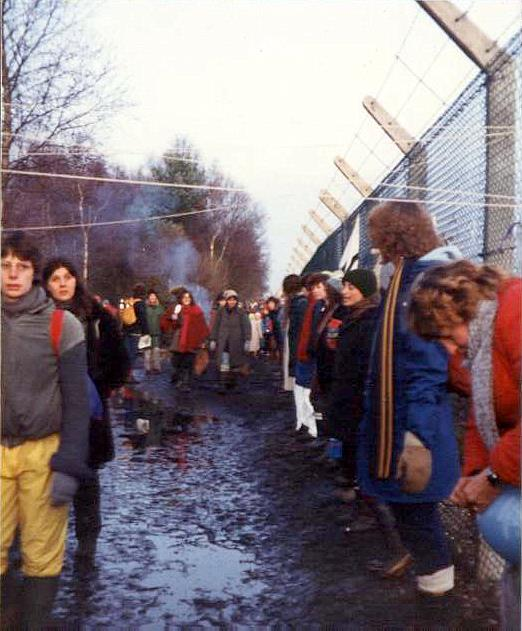
Em 12 de dezembro de 1982, 30.000 mulheres deram as mãos ao longo da 6 mi do perímetro da base da RAF Greenham Common para protestar contra a decisão de instalar mísseis de cruzeiro americanos ali.

Movimentos pela paz surgiram no Japão e, em 1954, convergiram para formar um "Conselho Japonês Contra Bombas Atômicas e de Hidrogênio" unificado. A oposição japonesa aos testes de armas nucleares no Pacífico foi generalizada e "estima-se que tenham sido recolhidas 35 milhões de assinaturas em petições que apelavam à proibição de armas nucleares". No Reino Unido, a primeira Marcha de Aldermaston, organizada pelo Direct Action Committee e apoiada pela Campanha para o Desarmamento Nuclear, teve lugar na Páscoa de 1958, quando vários milhares de pessoas marcharam durante quatro dias, desde a Trafalgar Square, em Londres, até ao Atomic Weapons Research Establishment, perto de Aldermaston, em Berkshire, Inglaterra, para demonstrarem a sua oposição às armas nucleares. O CND organizou marchas em Aldermaston até o final da década de 1960, quando dezenas de milhares de pessoas participaram nos eventos de quatro dias.
Em 1 de novembro de 1961, no auge da Guerra Fria, cerca de 50.000 mulheres reunidas pela Women Strike for Peace marcharam em 60 cidades nos Estados Unidos para protestar contra as armas nucleares. Foi o maior protesto nacional de mulheres pela paz do século XX.